# Хаависто, Арво
Арво Яакко Хаависто (фин. Arvo Jaakko Haavisto; 7 марта 1900, Илмайоки, Великое княжество Финляндское, Российская империя (ныне Финляндия) — 22 апреля 1977, Илмайоки, Финляндия) — финский борец вольного стиля,  чемпион и призёр Олимпийских игр, чемпион Финляндии (1925—1927) по вольной борьбе, чемпион Финляндии (1925) по греко-римской борьбе 

## Биография
Начал заниматься борьбой в 1918 году и к середине 1920-х стал одним из сильнейших финских полусредневесов.  
На Летних Олимпийских играх 1924 года в Париже боролся в весовой категории до 66 килограммов (лёгкий вес). Турнир в вольной борьбе проводился по системе с выбыванием из борьбы за чемпионский титул после поражения, с дальнейшими схватками за второе и третье места. Схватка продолжалась 20 минут и если победитель не выявлялся в это время, назначался дополнительный 6-минутный раунд борьбы в партере. В категории боролись 16 спортсменов. 
| Круг                      | Соперник          | Страна                    | Результат | Основание | Время схватки |
| ------------------------- | ----------------- | ------------------------- | --------- | --------- | ------------- |
| 1                         | Аугусто Корти     | Швейцария                 | Победа    | Туше      | -             |
| Четвертьфинал             | Альфред Пракс     | Эстония                   | Победа    | По очкам  | -             |
| Полуфинал                 | Рус Вис           | Соединённые Штаты Америки | Поражение | По очкам  | -             |
| Полуфинал за второе место | Эмиль Пувро       | Франция                   | Победа    | По очкам  | -             |
| Финал за второе место     | Вильмар Вилкстрём | Финляндия                 | Поражение | По очкам  | -             |
| Полуфинал за третье место | Петер Эриксен     | Дания                     | Победа    | Туше      | -             |
| Финал за третье место     | Джордж Гардинер   | Соединённые Штаты Америки | Победа    | По очкам  | -             |

На Летних Олимпийских играх 1928 года в Амстердаме боролся в весовой категории до 72 килограммов (полусредний вес). Регламент турнира остался прежним. В категории боролись 11 спортсменов. 
| Круг          | Соперник       | Страна                    | Результат | Основание | Время схватки |
| ------------- | -------------- | ------------------------- | --------- | --------- | ------------- |
| 1             | -              | -                         | -         | -         | -             |
| Четвертьфинал | Гарри Моррисон | Австралия                 | Победа    | По очкам  | -             |
| Полуфинал     | Жан Журлин     | Франция                   | Победа    | По очкам  | -             |
| Финал         | Ллойд Эпплтон  | Соединённые Штаты Америки | Победа    | По очкам  | -             |

После окончания карьеры борца стал тренером и судьёй. Будучи судьёй обслуживал Летние Олимпийские игры 1936 года. 
С 1992 года в Илмайоки проводится международный турнир по греко-римской борьбе памяти Арво Хаависто.